# Promachus aequalis
Promachus aequalis là một loài ruồi trong họ Asilidae. Promachus aequalis được Loew miêu tả năm 1858.